# OSM財団
OSM財団（英: OpenStreetMap Foundation、以下頭字語：OSMF）は、2006年8月22日にイングランドとウェールズで登録された非公開有限責任保証会社である。
財団法人の目的として、自由に再利用可能な地理空間データの開発をサポートを掲げており、OpenStreetMapの運営に大きく関与するものの、定款により他のプロジェクトの支援を禁じてはいない。

## 運営
総会において全会員が議決権を有する会員組織であり、会員はOpenStreetMapではなくOSMFの運営に関与する。会員費は年間£15であり、2012年11月の時点で総会員数は468人である。
OSMFの運営費用は会員費及び大口寄付により賄っており、2011年にマップクエストが5万ドルを、2012年にESRIが非公開額を寄付した。
OSMFは会長、幹事、会計などの役員を含む7人の理事によって運営されている。